# Arbuzynka (sídlo městského typu)
Arbuzynka (ukrajinsky Арбузинка, rusky Арбузинка – Arbuzinka) je sídlo městského typu v Mykolajivské oblasti na Ukrajině. K roku 2019 měla přes šest tisíc obyvatel.

## Poloha a doprava
Arbuzynka leží na stejnojmenné řece, přítoku Mertvovodu v povodí Jižního Bugu. Od Mykolajivu, správního střediska oblasti, je vzdálena přibližně 130 kilometrů severozápadně. Nejbližší město je Južnoukrajinsk ležící přibližně dvacet kilometrů jihozápadně.
Nejbližší železniční stanice je čtyři kilometry západně v obci Kavuny na trati z Oděsy do Pomičny.

## Dějiny
Obec byla založena v roce 1780.
Za druhé světové války byla obec 5. srpna 1941 obsazena německou armádou a Rudá armáda ji dobyla zpět 21. března 1944.
Od roku 1967 má Arbuzynka status sídla městského typu.